# Jeff Hendrick
Jeffrey Patrick "Jeff" Hendrick (Dublin, 31 de janeiro de 1992) é um futebolista profissional irlandês que atua como volante. Atualmente defende o Sheffield Wednesday, emprestado pelo Newcastle United.

## Carreira
Jeff Hendrick fez parte do elenco da Seleção Irlandesa de Futebol da Eurocopa de 2016.